# Johan Heinrich Daug
Johan Heinrich Daug, född 1786 i Mitau, Kurland, död 23 april 1844 i Göteborgs svenska församling, Göteborg, var en svensk pianotillverkare och instrumentmakare i Göteborg mellan 1815 och 1844.

## Biografi
Daug föddes i Mitau, Kurland. Han var son till snickaren Johan Andreas Daug och Dorothea Konstantia Erdmann. Daug flyttade runt 1805 till Göteborg. Han grundade där en verkstad. Daug var 1814 gesäll hos instrumentmakaren Johan Gabriel Högwall i Göteborg. År 1815 blev Daug kompanjon med Lars Olsson och företaget fick då namnet Olsson & Daug. Firman fick privilegium att tillverkare klaver, fortepiano och andra musikaliska instrument. År 1816 gick Olsson i konkurs och Daug fick på egen hand fortsätta med tillverkningen av instrument. Daug avled 1844 i Göteborg.
Daug gifte sig första gången med Petronella Benedicta Dahlbeck (1802–1826). Hon var dotter till sadelmakaren Paul Dahlbeck och Cornelia Ödman. Andra gången gifte han sig med den tidigare fruns syster Sofia Elisabet Dahlbeck (1803–1892). De fick tillsammans sonen Herman Theodor Daug (1828–1888).
Daugs verkstad och bostad låg från 1823 på Västra Hamngatan (nummer 23–25) i stadens första rote.

## Instrument och verkstad
I Daugs verkstad arbetade ungefär ett–tre anställda och de byggde tre–sex instrument per år. I verkstaden tillverkades fortepianon (bordsformade), kabinettsfortepianon, gitarrer, gitarrsträngar och vindharpor. Verkstaden utförde även reparationer på fortepianon, gitarrer och lutor.

### Gesäller och medarbetare
- 1823 - E. G. Kihlgren (född 1796). Han var gesäll hos Daug.
- 1824 - Johan Andersson (född 1801). Han var gesäll hos Daug.
- 1824 - G. L. Hammarstedt (född 1802). Han var gesäll hos Daug.
- 1825 - Johannes Borg (Berg) (född 1808). Han var lärling hos Daug.
- 1826 - J. E. Öberg (född 1798). Han var gesäll hos Daug.
- 1826 - J. H. Rutenbeck (född 1800). Han var lärling hos Daug.
- 1827 - J. H. Langeland (född 1803). Han var gesäll hos Daug.
- 1828–1829 - Niclas Jansson (född 1800). Han var gesäll hos Daug.
- 1830 - Petter Gustaf Bergström (född 1809). Han var gesäll hos Daug.
- 1831 - Olof Kjellgren (född 1795). Han var gesäll hos Daug.
- 1832–1833 - Olaus Linderoth (född 1802). Han var gesäll hos Daug.
- 1833–1835 - Sune Sunesson (född 1805). Han var gesäll hos Daug.
- 1838 - Lazarus Salomon (född 1817). Han var gesäll hos Daug.